# Lijst van straten en pleinen in Gent
Dit is een lijst van op Wikipedia beschreven straten en pleinen in Gent. 

## Kuip van Gent
Dit zijn de straten binnen de eerste stadsomwalling van Gent.
- Achtersikkel
- Burgstraat
- Graslei
- Groentenmarkt
- Ketelvest
- Korenlei
- Korenmarkt
- Kouter
- Kraanlei
- Oude Houtlei
- Reep
- Sint-Veerleplein
- Veldstraat
- Vlasmarkt
- Vrijdagmarkt

## Rest van Gent binnen R40 en N430
Dit zijn de straten binnen de tweede stadsomwalling van Gent
- Blandijnberg
- Casinoplein
- François Laurentplein
- Goudstraat
- Graaf van Vlaanderenplein
- Hippoliet Lippensplein
- Holstraat
- Overpoortstraat
- Sint-Katelijnestraat
- Sint-Pietersplein
- Sint-Pietersnieuwstraat
- Woodrow Wilsonplein
- Zebrastraat
- Zonder-Naamstraat

## Rest grondgebied Gent zelf
- Brugsesteenweg
- Koningin Maria Hendrikaplein
- Nieuwevaart
- Paul de Smet de Naeyerplein
- Prosper Claeysstraat
- Stropkaai
- Voskenslaan
- Wondelgemstraat
- Yachtdreef

### WijkNieuw Gent
- Gustaaf Eylenboschplein
- Jacob Ondermaercqplein
- Louis Roelandtplein
- Pieter Huyssensplein
- Rerum-Novarumplein

## Deelgemeenten
- Maurice Claeysplein